# Céline Dumerc
Céline Dumerc (* 9. Juli 1982 in Tarbes) ist eine ehemalige französische Basketballspielerin.

## Laufbahn
Die 1,69 Meter große Dumerc spielte von 1991 bis 1993 für La Loubère, von 1993 bis 1995 für Ossun und von 1995 bis 1997 für Tarbes. Die Aufbauspielerin durchlief von 1997 bis 2000 die Basketballausbildung am Leistungszentrum INSEP, ging hernach nach Tarbes zurück.
2003 wechselte sie von Tarbes zu Bourges Basket. Dumerc gewann mit Bourges bis 2009 drei französische Meistertitel, nahm dann ein Angebot von UMMC Jekaterinburg (Russland) an. Nach zwei russischen Meistertiteln kehrte die Spielmacherin nach Bourges zurück und errang 2015 erneut die französische Meisterschaft. Dumerc spielte bis 2016 in Bourges, zwischenzeitlich im Sommer 2014 für Atlanta Dream in der WNBA in den Vereinigten Staaten. 2016 schloss sie sich Basket Landes an.
2009 wurde sie mit Frankreich Europameisterin und in die „erste Fünf“ des Turniers berufen, auch 2013, als sie EM-Silber gewann, gehörte Dumerc zu den fünf besten Spielerinnen des Turniers. 2012 gewann sie Olympia-Silber, die Spiele 2016 verpasste sie wegen einer Verletzung. Bis 2017 bestritt sie in 14 Jahren 262 Länderspiele.
Im Mai 2020 wurde sie Managerin der weiblichen Équipe de France, während sie zu diesem Zeitpunkt noch auf Vereinsebene spielte. Im März 2021 gab Dumerc bekannt, das für 2021 angedachte Karriereende zu verschieben und auch in der Saison 2021/22 für Basket Landes zu spielen. Mit Landes gewann sie im Spieljahr 2020/21 den ersten französischen Meistertitel der Vereinsgeschichte und wurde 2022 Pokalsiegerin. Im April 2023 erzielte Dumerc ihren 4649. Punkt und setzte sich in der Liste der besten Korbjägerinnen in der Geschichte der französischen Liga an die Spitze. Anfang Mai 2023 kündigte sie an, sich am Ende der Saison 2022/23 als Spielerin aus dem Leistungsbasketball zurückzuziehen und sich ganz ihrer bereits seit 2020 ausgeübten Tätigkeit als Managerin der französischen Damen-Nationalauswahl zu widmen.

### Erfolge
- Europameisterin 2009
- Silbermedaille bei den Olympischen Spielen 2012
- Silbermedaille bei den Europameisterschaften 2013, 2015, 2017
- Bronzemedaille bei der Europameisterschaft 2011
- Eurocup-Siegerin 2016
- Französische Meisterin 2006, 2008, 2009, 2012, 2013, 2015, 2021
- Französische Pokalsiegerin 2005, 2006, 2008, 2009, 2014, 2022, 2023
- Russische Meisterin 2010, 2011
- Europas Basketballspielerin des Jahres 2012
- Beste einheimische Spielerin der französischen Liga 2008, 2014
- Gewinnerin der Trophée Alain Gilles 2017

## Privates
Dumerc gab öffentlich ihre Homosexualität bekannt und beteiligte sich als eine von sechs französischen Sportlern an der Dokumentation Faut qu'on parle. Im März 2021 gab die Stadt Rouen bekannt, eine Sporthalle nach Dumerc zu benennen.